# 田中千禾夫
田中 千禾夫（たなか ちかお、1905年（明治38年）10月10日 - 1995年（平成7年）11月29日）は、日本の劇作家、演出家、フランス文学者。日本芸術院会員。

## 経歴
長崎県長崎市生れ。旧制長崎県立長崎中学校を経て、1930年、慶應義塾大学文学部フランス文学科卒業。
在学中から獅子文六・岸田國士の「新劇研究所」に入る。卒論はフランスの劇作家、ポール・ジェラルディ。
1932年、岸田主宰の第1次『劇作』創刊に参加、実質的な編集長の任を務めた。1933年、処女戯曲『おふくろ』発表、築地座で上演されて注目される。1934年、やはり劇作家の田中澄江と結婚、神奈川県藤沢町鵠沼に新居を構える。同1934年から演出も始める。平成に入った晩年に師の『岸田國士全集』（岩波書店、全28巻）編集委員となった。
1937年、文学座創設に参加するが、1944年に退団して、広島県に疎開、戦時中は筆を絶つ。
戦後活動再開、1947年実存的戯曲『雲の涯（はたて）』を執筆し、翌1948年8月1日、文学座による初演。
1951年に千田是也に請われて劇団俳優座演出部員となる。実存主義的作風の『教育』（初演1954年12月3日 - 16日、俳優座、岸輝子・東野英治郎ら）などで1954年度読売文学賞を受賞。劇作家でもある三島由紀夫は、1955年4月に『教育・笛』の書評で田中を、「岸田国士氏の仕事の、本当の意味での継承者」と述べた。後に桐朋学園短期大学演劇科の教授を務めた。
長崎市への原子爆弾投下を扱った『マリアの首』（1959年）で岸田演劇賞および芸術選奨文部大臣賞受賞。1960年より白水社で『田中千禾夫戯曲全集』が刊行された。演劇評論では、1978年、『劇的文体論序説』で毎日出版文化賞受賞。
1980年（昭和55年）に日本芸術院賞・恩賜賞を受賞し、1981年（昭和56年）に日本芸術院会員。
妻とともにカトリック信徒で著名。新劇界の重鎮として、長く岸田国士戯曲賞の選考委員を務めたが、サルトル、カミュなどの名をギャグのタネにした鴻上尚史を忌み嫌い、その受賞を阻止し続け、田中が（没する直前に）辞任した事で、ようやく鴻上は（没年の）1995年に受賞した。
墓所はカトリック府中墓地。没後に、故郷長崎の浦上天主堂前に、澄江夫人筆の碑文が建立された。
趣味は「ぞうきん縫い」。

## 受賞歴
- 1955年（昭和30年） - 第6回読売文学賞「教育」
- 1959年（昭和34年） - 第6回岸田演劇賞「マリアの首」
- 1960年（昭和35年） - 第10回芸術選奨文部大臣賞「マリアの首」「千鳥」
- 1978年（昭和53年） - 第32回毎日出版文化賞「劇的文体論序説」
- 1980年（昭和55年） - 日本芸術院賞・恩賜賞[5]
- 1982年（昭和57年） - 勲三等瑞宝章

## 著書
- 『新撰劇作叢書 第3　おふくろ　他三篇』（白水社 1935）　
  - 『おふくろ　他一編』（角川文庫 1955）
- 『雲の涯　他四篇　田中千禾夫戯曲集』（世界文學社〈劇作選書〉 1949）
- 『物言う術　俳優術第一歩』（世界文學社 1949、未來社 1954）、新訂版（白水社 1969、新版1978ほか）
- 『教育・笛』（河出書房〈河出新書〉 1955）
- 『田中千禾夫一幕劇集』（未來社 1955）
- 『海の星＝ひとで』（宝文館ラジオ・ドラマ新書 1955）
- 『新劇辞典』（弘文堂〈アテネ文庫〉 1955）
- 『田中千禾夫戯曲全集』（全7巻、白水社 1960-1967）
- 『新劇鑑賞入門』（創元社・創元手帖文庫 1963）
- 『藤堂作右衛門の冒険』（講談社 1971）
- 『無駄と真実　随想集』（講談社 1972）
- 『八百屋お七牢日記』（新潮社 1972） 書下ろし新潮劇場
- 『鍵の下』（新潮社 1974） 書下ろし新潮劇場
- 『劇的文体論序説』（上下、白水社 1977-78）
- 『右往左往』（河出書房新社 1979）

## 共編著
- 『新劇手帖』（内村直也共編 創元社 1952）
- 『現代日本キリスト教文学全集10　母性と聖性』（教文館 1973）
- 『現代日本キリスト教文学全集15　自然と生活』（教文館 1973）
- 『現代キリスト教劇集』（聖文舎 1977）編著
- 『旅は道連れ』（澄江との共著 朝日新聞社 1982）
- 『貴族の階段』（原作武田泰淳 白水社 1984）
- 『夫婦で六十二年』（澄江との共著 講談社 1997）

## 伝記など
- 石澤秀二『祈りの懸け橋 評伝田中千禾夫』（白水社 2004）
- 田中澄江『夫の始末』（講談社 1995／講談社文庫 1998）。妻・澄江の自伝的連作集で女流文学賞・紫式部文学賞を受賞した